# Plica
A plica (do latim científico plica, 'dobra, prega') ou linha (símbolo: ′ ) é um sinal gráfico.

## Usos
Em geometria, a plica é utilizada para exprimir o minuto de arco.

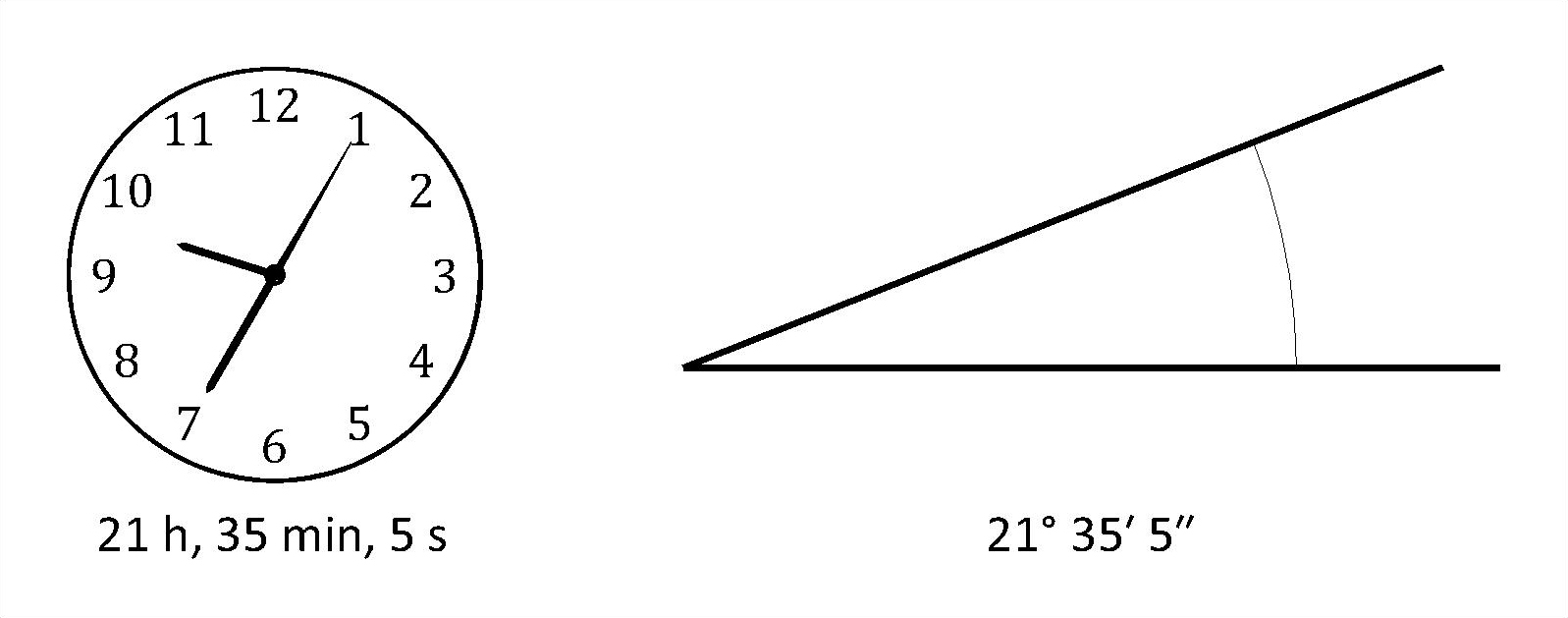

É muitas vezes usada para simbolizar unidades de tempo: minuto (′), segundo (″, isto é, dupla plica) etc..  Mas, segundo o Sistema Internacional de Unidades (SI), este é um uso incorreto do símbolo. Segundo o SI, a plica só deve ser empregada como símbolo de unidade de medida angular — e não como símbolo de unidade de tempo. De acordo com o SI, os símbolos de minuto e segundo, como unidades de tempo, são, respectivamente, min e s.
Nas medidas imperiais, a plica é usada como símbolo de pé e a plica dupla como símbolo de polegada.
Em matemática, a plica é utilizada para exprimir a derivada de uma função.

## Erros frequentes
- Utilização do sinal de acento agudo ( ´ ).

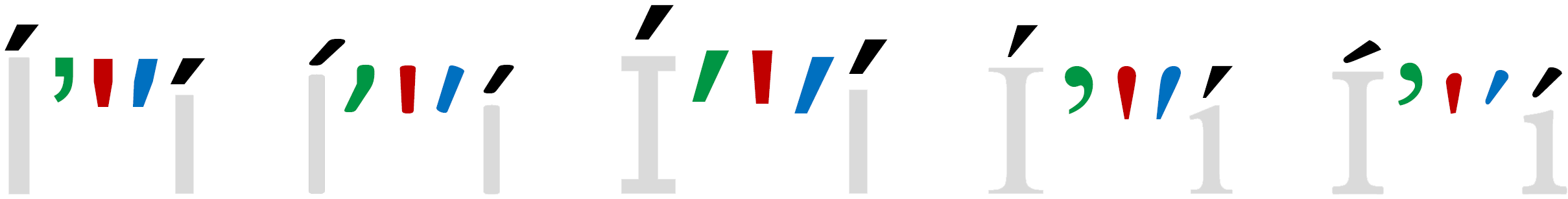
Acento agudo (a preto) sobre «I» maiúsculo;
apóstrofo (a verde);
ápice (a vermelho);
plica (a azul);
acento agudo (a preto) sobre «i» minúsculo;
nos tipos de letra Arial, Calibri, Tahoma, Times New Roman e Linux Libertine.

- Utilização do apóstrofo ( ’ ).
- Utilização do ápice ( ' ).